# 더 몽크
더 몽크(Le moine, The Monk)는 프랑스에서 제작된 도미니크 몰 감독의 2011년 스릴러 영화이다. 뱅상 카셀 등이 주연으로 출연하였다.

## 출연

### 주연
- 뱅상 카셀
- 데보라 프랑소와

### 조연
- 세르지 로페즈
- 캐서린 무체
- 제랄딘 채플린
- 록산느 듀란
- 조세핀 자피
- 조르디 도더
- 프레더릭 노아일
- 마르틴 밴데빌

## 제작진
- 라인프로듀서: 조르디 베렌게르
- 미술: 안손 고메즈
- 세트: 이렌느 몬트카다
- 의상: 비나 다이겔러
- 배역: 엠마뉴엘 프레보스트
- 프로덕션매니저: 조르디 베렌게르